# Бойко Олександр Петрович
Олександр Петрович Бойко (нар. 17 грудня 2002, Зміївка, Херсонської області) — український волейболіст, ліберо. Гравець збірної України.

## Життєпис
Олександр Бойко народився 17 грудня  2002 року в селі Зміївка, Херсонської області.
Перший професійний контракт підписав зі збірною Харківської області — «КЗ ХПКСП ХОР», де виступав на позиції ліберо. В команді провів два сезони, виступав у Першій лізі України.
Сезон 2020-2021 переїжджає в ВСК «Юридична академія», провів 21 матч у чемпіонат України. Допоміг команді здобути бронзові медалі чемпіонату України.
Сезон 2021-2022 розпочав з участі в Кубку виклику. ВСК «Юридична академія» в 1/32 фіналу по сумі двох матчів (3:1,2:3) програла Австрійському «Амштеттен НО». У чемпіонаті України допомагає ВСК «Юридична академія» фінішувати на 5 місці.
Сезон 2022-2023 переходить до «Прометея», здобув з командою золоті медалі чемпіонату України. В кубоку України у фіналі програв 2:3 городоцькому СК «Епіцентр-Подоляни».
В 2024 році пововнив склад віце-чемпіона України «Епіцентр-Подоляни». 

### Збірній
2023 року отримав виклик у збірну України, на матчі Євроліги. Але не дебютував у складі збірної України. Дебютував на Кубку Претендентів в матчі з Китаєм, допоміг збірній завоювати бронзові медалі.
На чемпіонат Європи, Олександр поїхав основним гравцем збірної України.
В складі чоловічої збірної України переможець Золотої Євроліги-2024.

## Досягнення

### Клубні
Україна 
- Чемпіон України (2): 2022–2023, 2023–2024.
- Бронзовий призер України: 2020-2021.
- Фіналіст Кубка України (2): 2022-2023, 2023-2024.
- Переможець Суперкубка України: 2024.
- Фіналіст Суперкубка України : 2023.

### У збірній
- Бронзовий призер Кубка Претендентів: 2023.
- Чемпіон Євроліги: 2024.

### Індивідуальні
- Найкращий ліберо Чемпіонат України 2022–2023.
- Найкращий приймающий Чемпіонат України 2022–2023.
- Найкращий захисник на кубку Претендентів 2023.
- Найкращий ліберо Суперкубка України 2024.